# 毛凱島

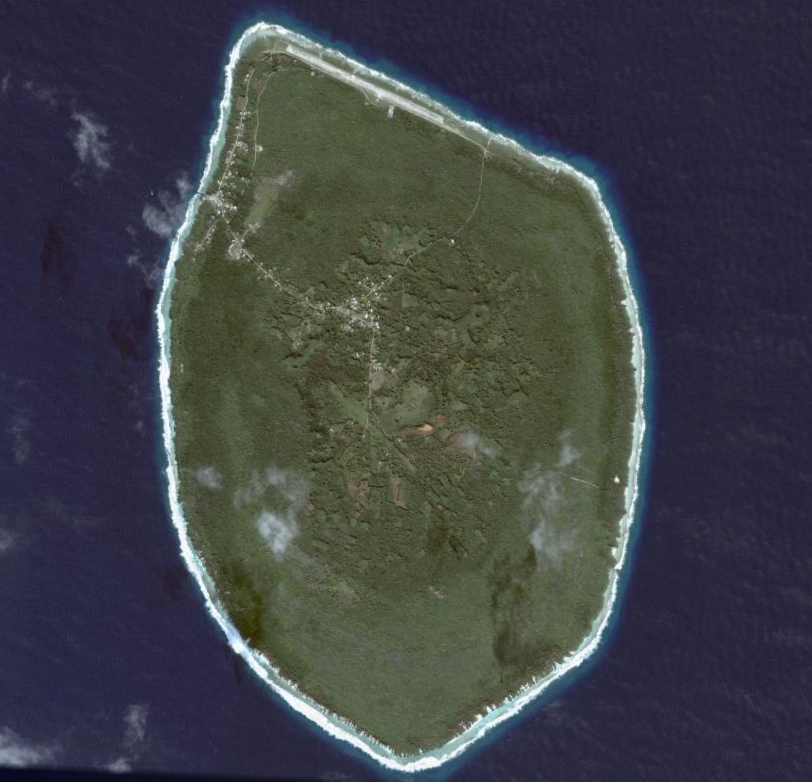

毛凱島（Mauke）是庫克群島的一個島嶼，位於太平洋中南部，拉羅湯加島東北277 km（172 mi）。當地經濟主要依靠政府支援。島上有毛凱機場。

## 外部連結
- Official website （页面存档备份，存于）